# Michel Andrieux
Michel Andrieux, född den 28 april 1967 i Bergerac i Frankrike, är en fransk roddare.
Han tog OS-guld i tvåa utan styrman i samband med de olympiska roddtävlingarna 2000 i Sydney.